# Ханафеева, Гульфия Раифовна
Гульфия́ Раи́фовна Ханафе́ева (тат. Гөлфия Рәиф кызы Хәнәфиева; родилась 4 июня 1982 в Челябинске) — российская метательница молота. Чемпионка России (2006, 2008), серебряный призёр чемпионата Европы (2006), экс-рекордсменка мира.

## Спортивная карьера
12 июня 2006 в Туле стала чемпионкой России и установила мировой рекорд в этой дисциплине, бросив молот на 77,26 м. Однако всего через 12 дней этот рекорд был вновь побит Татьяной Лысенко в Жуковском, где та показала результат 77,41 м. На чемпионате Европы 2006 в Гётеборге Гульфия Ханафеева завоевала серебряную медаль.
31 июля 2008 года Международная федерация легкой атлетики (ИААФ) отстранила Гульфию Ханафееву, Светлану Черкасову, Елену Соболеву, Дарью Пищальникову, Татьяну Томашову, Юлию Фоменко и Ольгу Егорову  от участия во всех соревнованиях из-за подозрения в подмене допинг-проб: оказалось, что в пробах, взятых в апреле – мае, августе – сентябре 2007 года, а также 21 июля 2008 года не совпадает ДНК. Всероссийская федерация легкой атлетики приняла решение дисквалифицировать россиянок на два года с момента взятия проб. Таким образом, к лету 2009 года семь спортсменок должны были быть допущены к соревнованиям. Но IAAF осталась недовольна приговором ВФЛА, сочтя его слишком мягким и обратилась в спортивный арбитраж, который удовлетворил жалобу международной ассоциации, хотя и не увеличил дисквалификацию до 4 лет, как того требовали в IAAF. Суд постановил, что срок дисквалификации должен был начать свой отсчет с 3 сентября 2008 года (для Ольги Егоровой - с 20 октября) – с момента отстранения от соревнований. Общий её срок составил два года и девять месяцев. 30 апреля 2011 года дисквалификация завершилась. К выходу из дисквалификации спортсменка готовилась под руководством олимпийского чемпиона Сеула-1988  Литвинова С.Н. На чемпионате России 2011 года, первом после дисквалификации, спортсменка с результатом 66.61 метра заняла 4-е место.

## Образование
- Уральский государственный университет физической культуры[5]

## Интервью
- Гульфия Ханафеева: «Личная жизнь и спорт несовместимы» 14.09.2006 "Московский комсомолец"
- Гульфия Ханафеева: "В пятой попытке я сильно закричала и сорвала голос" 14.09.2006 "Челябинский рабочий"
- Гульфия Ханафеева: "С Лысенко переписываюсь в интернете" 22.07.2008 "Спорт-Экспресс"
- Гульфия Ханафеева: «Все равно Россия сделает из всех утку по-пекински!» (недоступная ссылка) 06.08.2008 "Город Ч"